# Liparetrus confusus
Liparetrus confusus är en skalbaggsart som beskrevs av Blackburn 1912. Liparetrus confusus ingår i släktet Liparetrus och familjen Melolonthidae. Inga underarter finns listade i Catalogue of Life.